# Marge Gamer
"Marge Gamer" (ou Marge na Internet, em português) é um episódio da 18ª Temporada da série de televisão americana The Simpsons. O jogador de futebol brasileiro Ronaldo Fenômeno participou do episódio como ele mesmo.

## Sinopse
Marge é esnobada por não ter um e-mail, e quando começa a usar o notebook, ela acaba se viciando em um jogo chamado "Earthland Realms" e descobre que Bart é o jogador mais forte do jogo . Enquanto isso, Lisa decide jogar futebol por não ter juiz, Homer vira o juiz, mas Lisa anda cavando faltas e saindo impune. Essa parte termina com Homer expulsando Lisa porque ela cava faltas e Ronaldo Fenômeno sabia disso. Lisa e Homer fazem as pazes depois de Lisa assistir um filme cheio de blasfêmias sobre a Inglaterra e o Brasil..